# Яраново-Дуже
Яраново-Дуже (пол. Jaranowo Duże) — село в Польщі, у гміні Бондково Александровського повіту Куявсько-Поморського воєводства.
Населення — 213 осіб (2011).
У 1975-1998 роках село належало до Влоцлавського воєводства.

## Демографія
Демографічна структура станом на 31 березня 2011 року:
|          | Загалом | Допрацездатний вік | Працездатний вік | Постпрацездатний вік |
| -------- | ------- | ------------------ | ---------------- | -------------------- |
| Чоловіки | 103     | 15                 | 75               | 13                   |
| Жінки    | 110     | 14                 | 61               | 35                   |
| Разом    | 213     | 29                 | 136              | 48                   |